# Arquebisbat de Saurimo
L'arquebisbat de Saurimo  (portuguès: Arquidiocese de Saurimo; llatí: Archidioecesis Saurimoensis) és una seu metropolitana de l'Església catòlica pertanyent a Angola. El 2013 tenia 14.000 batejats al voltant de 380.000 habitants. Actualment és dirigida per l'arquebisbe José Manuel Imbamba.

## Territori
L'arxidiòcesi comprèn la província de Lunda-Sud a Angola. La seu arquebisbat és a la ciutat de Saurimo, on es troba la catedral de Nossa Senhora da Assunção. El territori és dividit en tres parròquies.

## Història
La diòcesi d'Henrique de Carvalho va ser erigida el 10 d'agost 1975 amb la butlla Ut apostolicum de papa Pau VI, amb territori desmembrat de la diòcesi de Malanje (avui arxidiòcesi). Originalment era sufragània de la arxidiòcesi de Luanda.
El 16 de maig 1979 va prendre el nom de diòcesi de Saurimo. El 9 de novembre 2001 va ser desmembrada per a la creació de la diòcesi de Dundo, i en 12 d'abril 2011 va ser elevada al rang d'arxidiòcesi metropolitana amb la butlla Quandoquidem accepimus del papa Benet XVI.

## Cronologia de bisbes
- Manuel Franklin da Costa † (10 agost 1975 - 3 febrer 1977 nomenat arquebisbe de Huambo)
- Pedro Marcos Ribeiro da Costa † (3 febrer 1977 - 15 gener 1997 retirat)
- Eugenio Dal Corso, P.S.D.P. (15 gener 1997 - 18 febrer 2008 nomenat bisbe de Benguela)
- José Manuel Imbamba, des del d'12 abril de 2011

## Estadístiques
El 2013, la diòcesi tenia 14.000 batejats sobre una població de 380.000 persones, equivalent al 14,7% del total.
| any  | població | població | població | sacerdots | sacerdots       | sacerdots       | sacerdots             | diàques | religiosos | religiosos | parroquies |
| ---- | -------- | -------- | -------- | --------- | --------------- | --------------- | --------------------- | ------- | ---------- | ---------- | ---------- |
| any  | batejats | total    | %        | total     | clergat secular | clergat regular | batejats per sacerdot | diàques | homes      | dones      |            |
| 1980 | 41.000   | 307.500  | 13,3     | 8         |                 | 8               | 5.125                 |         | 9          | 15         | 7          |
| 1990 | 46.000   | 369.000  | 12,5     | 8         | 4               | 4               | 5.750                 |         | 6          | 18         | 10         |
| 1999 | 78.300   | 710.000  | 11,0     | 11        | 6               | 5               | 7.118                 |         | 5          | 24         | 3          |
| 2000 | 80.500   | 740.000  | 10,9     | 10        | 6               | 4               | 8.050                 |         | 4          | 22         | 3          |
| 2001 | 40.000   | 400.000  | 10,0     | 7         | 6               | 1               | 5.714                 |         | 5          | 13         | 2          |
| 2002 | 35.000   | 270.000  | 13,0     | 7         | 6               | 1               | 5.000                 |         | 5          | 14         | 2          |
| 2003 | 48.000   | 310.000  | 15,5     | 9         | 6               | 3               | 5.333                 |         | 4          | 14         | 2          |
| 2004 | 56.000   | 380.000  | 14,7     | 9         | 6               | 3               | 6.222                 |         | 4          | 16         | 3          |